# 外成岩
外成岩（がいせいがん、exogenetic rock）とは、坪井誠太郎の著書にある岩石学の用語で、地球の外部である地表で、水や大気の作用によって生成した堆積岩の別称である。
T. Crookが定義した。
対義語に内成岩がある。